# Umweltkosten
Umweltkosten (englisch environmental cost) sind in der Betriebswirtschaftslehre und Umweltökonomik internalisierte Kosten, die durch die Vermeidung, Beseitigung, Verwertung und Überwachung von Umweltbelastungen (Umweltschutzkosten) und der Beanspruchung der Umwelt (Umweltnutzungskosten) verursacht werden.

## Allgemeines
Umweltkosten müssen internalisiert sein, also durch Gesetze oder sonstige Rechtsnormen dem Verursacher angelastet werden (etwa Investitionsausgaben für Filteranlagen) oder durch sonstige Rechtsnormen anfallen (etwa Abwassergebühren). Dagegen bleiben externe Kosten wegen ihrer besonderen Erfassungs- und Bewertungsproblematik im Regelfall unberücksichtigt (wie etwa Emissionsschäden).
Das Bundesumweltministerium teilt die Umweltkosten in Umweltschutzkosten und Kosten der Umweltwirkungen ein.

## Arten
Allgemein wird unterschieden im Hinblick darauf, wo die Umweltkosten entstehen, zwischen externen, außerhalb eines Unternehmens entstehenden und internen, innerhalb eines Unternehmens entstehenden Umweltkosten:
- Externe Umweltkosten sind externe Effekte aufgrund ökonomischer Aktivitäten, welche die Umwelt belasten und dem Staat dadurch entstehen, dass die Verursacher von Umweltschäden diese nicht oder nicht vollständig tragen müssen, weil das geltende Recht das nicht erlaubt, nicht vorsieht oder weil es im Einzelfall nicht möglich oder unwirtschaftlich wäre, den Verursacher zu ermitteln.[3] Die Umweltschäden (etwa Gewässerverschmutzung, Lärmbelastung, Luftverschmutzung) sind schwer oder gar nicht bewertbar und können deshalb zunächst nicht als Kosten angesehen werden. Die Verlagerung dieser Umweltkosten des Staates auf den Verursacher soll diesen veranlassen, sein umweltbelastendes Verhalten aus Kostengründen einzuschränken oder einzustellen.[4] So kann durch die Ökosteuer auf ein umweltbelastendes Konsumgut (das Hausmüll verursacht) die Güternachfrage auf Ökoprodukte umgelenkt werden.
- Interne Umweltkosten sind diejenigen Kosten, die im Unternehmen während des Produktionsprozesses entstehen und in der Kostenrechnung (Umweltkostenrechnung) anfallen. Im engeren Sinne handelt es sich um Maßnahmen am Ende des Produktionsprozesses (End-of-pipe-Technologien), die nicht den Produktionsprozess selbst, sondern die Umweltbelastung durch nachgeschaltete Maßnahmen verringern.[5] Beispiele sind Schalldämpfer zur Minderung von Schallemissionen und Abgasreinigungsanlagen zur Luftreinhaltung. Auch die Beseitigung/Verwertung von Abfall (Müllverbrennung) und Ausschuss (Abfallbeseitigung) sowie der Aufwand zur Revitalisierung der natürlichen Umwelt (Rekultivierung im Bergbau) werden zu den internen Umweltkosten gerechnet.[6]

Zudem wird im Hinblick auf die Präventivwirkung unterschieden zwischen
- Umweltschutzkosten:[7] Sind alle Kosten, die präventiv dem Umweltschutz dienen und aus der Verminderung und Verursachung von Umweltwirkungen resultieren, die vom Unternehmen auf die ökologische Umwelt ausgehen.[8] Hierzu gehören Investitionsausgaben für Umwelttechnik, aber auch Ökosteuer oder Umweltsteuern.
- Umweltnutzungskosten (Umweltbelastungskosten) sind alle Kosten, die im Rahmen der Nutzung der Umwelt entstehen.[9] Dazu gehören insbesondere Abwassergebühren, Maut oder Müllgebühren.

Der größte Teil der Umweltkosten versteckt sich in verschiedenen Kostenarten und kann durch ein traditionelles Rechnungswesen nicht transparent gemacht werden. In begrenztem Maße kann eine Flusskostenrechnung zur Transparenz beitragen, indem sie umweltrelevante Produktionsprozesse wie „Sonderabfälle beseitigen“ oder „nachhaltige Rohstoffe beschaffen“ analysiert.

## ISO 14007
Die ISO 14007 (August 2020) enthält Leitlinien zur Bestimmung von Umweltkosten und -nutzen. Sie behandelt vor allem die Monetarisierung von Umweltschäden, um sie für die Umweltkostenrechnung quantifizierbar zu machen.

## Wirtschaftliche Aspekte
In Unternehmen anfallende Umweltkosten in Form von Steuern, Abgaben oder Gebühren können durch Überwälzung auf die Preise die Güternachfrage und somit den Verbrauch senken (Internalisierung). Die Preisüberwälzung kann dazu führen, dass als Substitutionsgut verstärkt Naturprodukte nachgefragt werden.
Die Umweltkosten weisen in der Kostenstruktur noch einen relativ geringen Anteil auf (Umweltkostenquote). Die zunehmende Internalisierung von bisher nicht den verursachenden Unternehmen angelasteten Kosten und Schäden dürfte jedoch künftig den Anteil der Umweltkosten überproportional erhöhen.
In der Umweltökonomik ist das ökonomische Optimum erreicht, wenn die Grenzkosten von Umweltverbesserungsmaßnahmen (etwa Luftreinhaltung) mit dem Grenznutzen von Umweltverbesserungsmaßnahmen (Abnahme von Umweltkosten) identisch sind. Das ökologische Maximum ist erreicht, wenn das Umweltqualitätsziel erfüllt wird.